# ヴラジスラフ・ホダセヴィチ
ヴラジスラフ・フェリツィアーノヴィチ・ホダセヴィチ（ロシア語: Владисла́в Фелициа́нович Ходасе́вич、1886年5月28日〈ユリウス暦5月16日〉 - 1939年6月14日）は、ロシアの詩人。文芸評論家、文学史家、回想記作者としても知られる。ロシア革命を機に亡命した後は、ベルリンやパリの亡命ロシア文壇で活動した。姓は、ホダセーヴィチと翻字される場合もある。

## 生涯
ポーランド士族（シュラフタ）の末裔である父親と、ユダヤ人の母親のもと、モスクワに生まれる。民族的にはロシア人ではないが、ロシア国籍を有し、執筆にもロシア語を用いた。モスクワ大学法学部に入学し、歴史・文献学部に転部ののち、学費未納のため退学。1904年、ワレリー・ブリューソフの誘いでロシア象徴主義運動に加わり、詩作を開始。第一次世界大戦（1914年 - 1918年）やロシア革命（1917年）の前後から、独自の詩風を確立した。
哲学的洞察とヒューマニズムの視点から戦時下・革命下のモスクワの日々をうたう詩集『穀粒の道を』（1920年）や、ペトログラード（現サンクトペテルブルク）移住後の思索の深化を反映する詩集『重い竪琴』（1922年）により、文名を不動のものにする。ボリシェヴィキ政権による言論統制を避けて、1922年に新進の女性作家 ニーナ・ベルベーロヴァとともに出国した後は生涯帰国せず、ベルリンやプラハ、ソレントなどを経て、最終的にパリに亡命した。

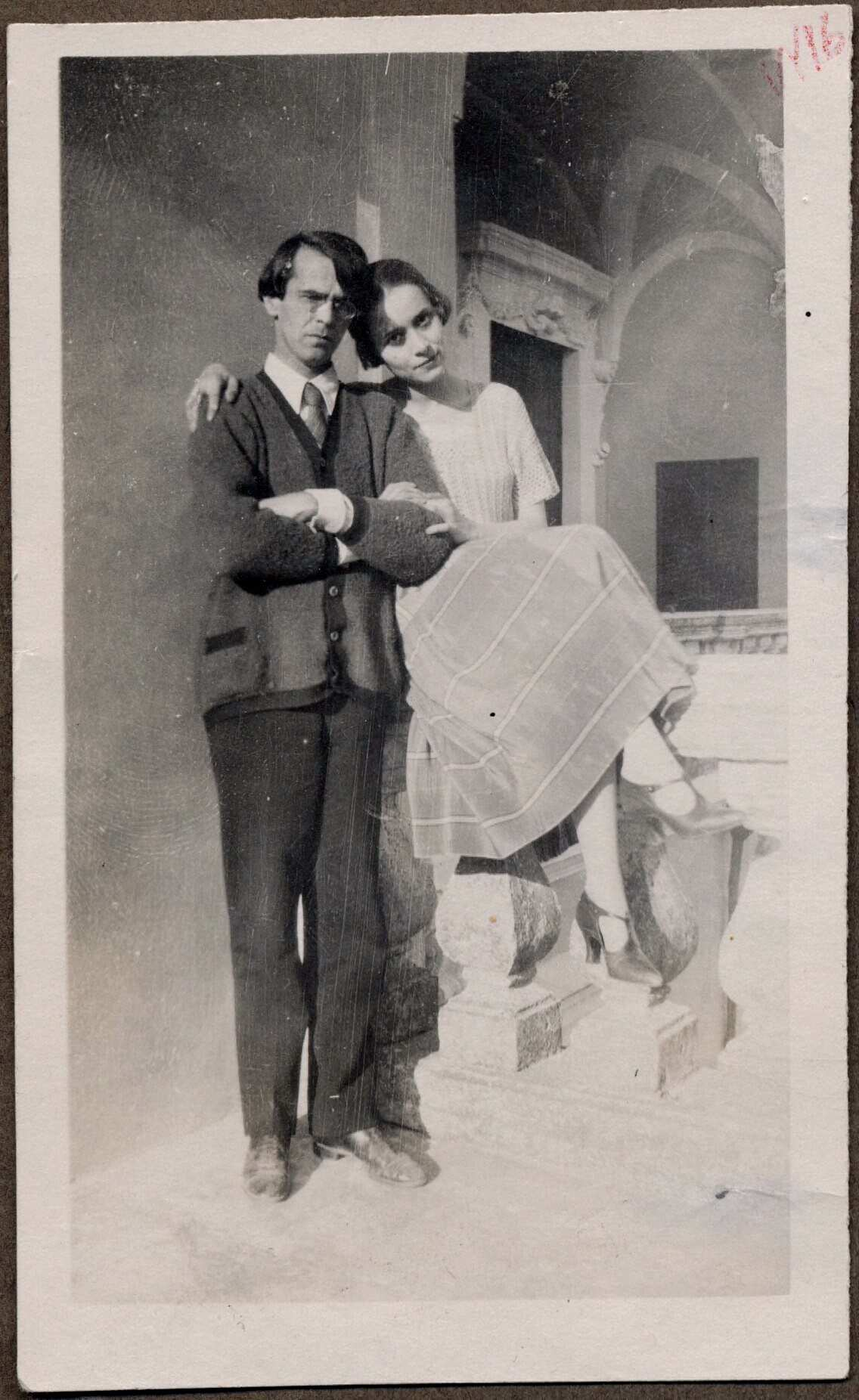
Vladislav Khodasevich and Nina Berberova in Sorrento in 1925

亡命下の悲哀や、両大戦間期の西欧社会の欺瞞を主なテーマとする詩集『ヨーロッパの夜』（1927年）をパリで発表した後はほとんど詩を書かず、亡命ロシア文壇の重鎮として文芸評論や評伝、回想記を旺盛に執筆した。パリ時代の活動として、亡命ロシア人作家ウラジーミル・ナボコフとの交友や、亡命ロシア文学の未来をめぐるゲオルギー・アダモーヴィチとの文学論争が特筆される。1939年に肝癌のため死去し、パリ近郊ビヤンクール（現ブローニュ＝ビヤンクール）に埋葬された。

## 日本語訳
- 『ホダセヴィチ詩集:　ロシア詩篇・亡命詩篇』三好俊介 編訳、春風社、2024年、ISBN 978-4861109638